# Kabupaten de Serang
Pour l’article homonyme, voir Serang.
Le kabupaten de Serang, en indonésien Kabupaten Serang, est un kabupaten d'Indonésie situé dans la province de Banten. Son chef-lieu est Ciruas.

## Géographie

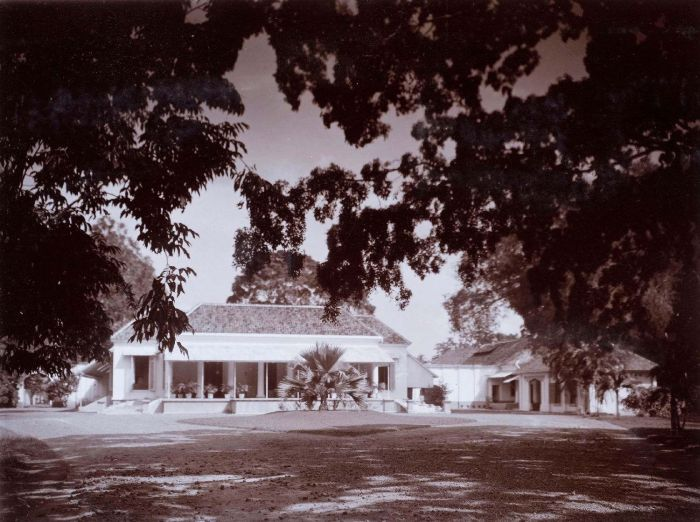
La demeure du resident de Banten vers 1920.

Le kabupaten est bordé au nord par la mer de Java, à l'est par le kabupaten de Tangerang, au sud par ceux de Lebak et de Pandeglang et à l'ouest par le détroit de la Sonde.

## Économie
Le kabupaten a un rôle économique de premier plan.
Le port de Merak est le point d'embarquement des ferrys pour Sumatra.
Cilegon est un important centre industriel, avec notamment la présence des aciéries de PT Krakatau Steel.
Les plages d'Anyer, Karangbolong et Carita sur la côte occidentale de Java sont des villégiatures appréciées des Jakartanais, qui viennent y passer le week-end.
Carita est le point d'embarquement pour visiter le Krakatoa.